# Stephen Heller
Pour les articles homonymes, voir Heller.
Stephen Heller, né István Heller le 15 mai 1813 à Pest et mort le 14 janvier 1888 à Paris, est un pianiste et compositeur hongrois de la période romantique qui vécut les cinquante dernières années de sa vie à Paris. Ses études sont encore largement jouées par les élèves à cause de leur méthode progressive et de leur style agréable.
Il est inhumé au cimetière du Père-Lachaise (90e division).

## Œuvres

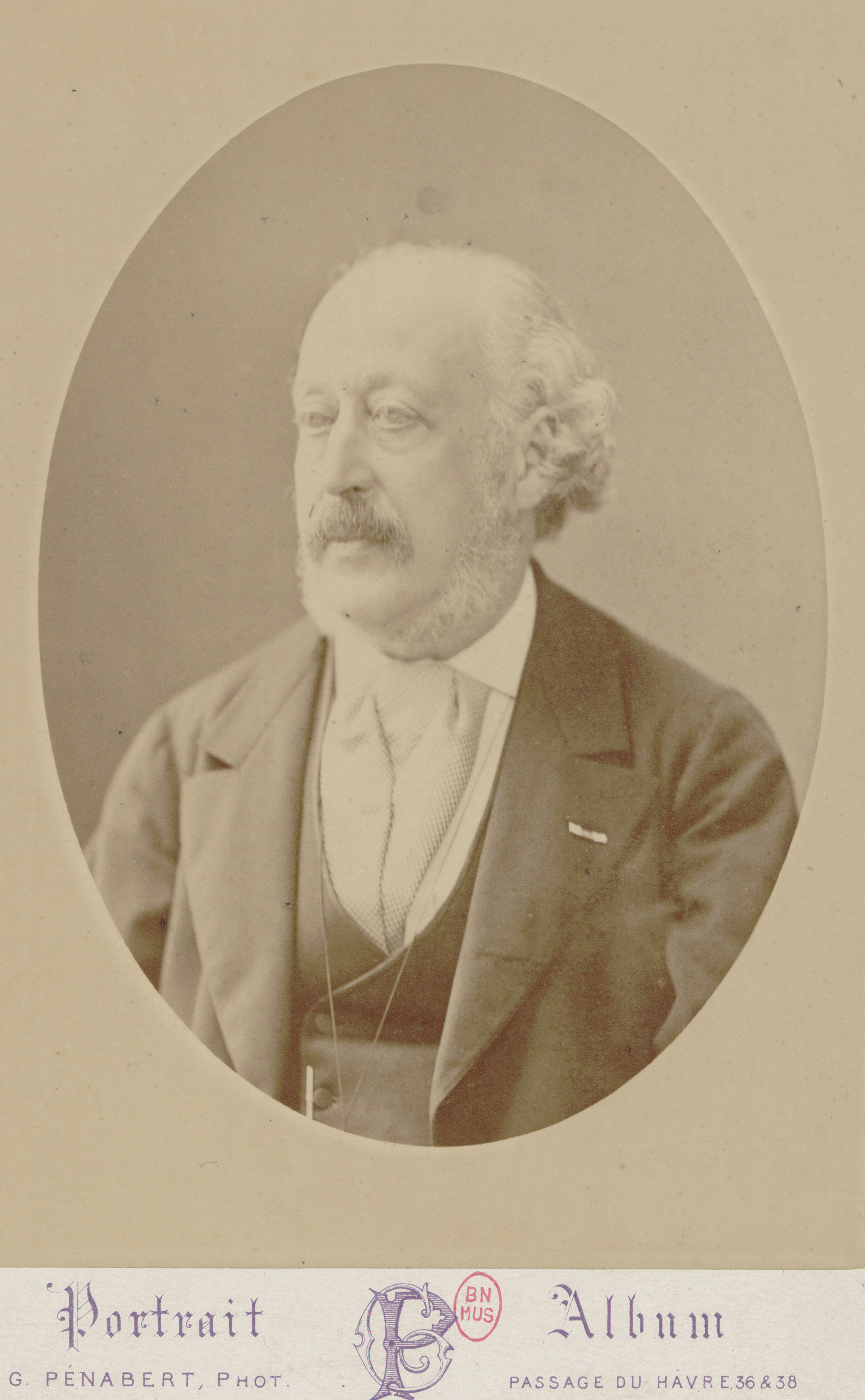
Portrait de Stephen Heller (Pénabert photographe) 1875

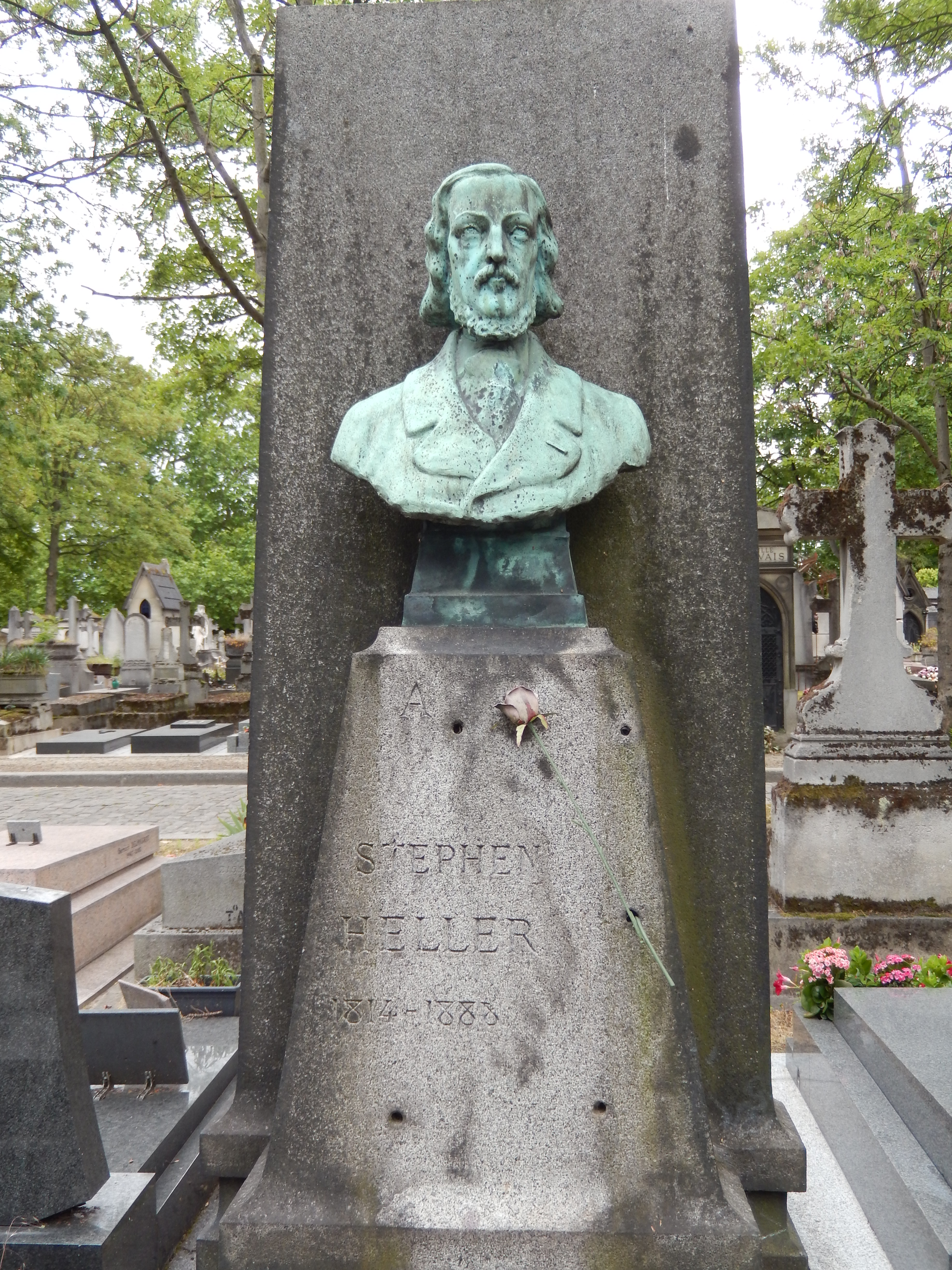
Tombe de Stephen Heller (cimetière du Père Lachaise)

### Piano
- Thème de Paganini varié, op. 1 (1829)
- Les Charmes de Hambourg, rondeau brillant op. 2 (1829)
- Sonate pour piano no 1 en ré mineur, op. 9
- L'Art de phraser, op. 16 (1840)
- La Chasse, étude de concert, op. 29 (1844)
- 25 études mélodiques pour piano, op. 45
- 30 fortschreitende Etüden für Klavier, op. 46
- 25 Etüden für Rhythmus und Ausdruck, op. 47
- Sonate pour piano no 2 en si mineur, op. 65
- Spaziergänge eines Einsamen, op. 78 (1851)
- 24 Préludes, op. 81
- Nuits blanches (18 pièces lyriques pour piano), op. 82 (1853)
- Tarantellas, op. 85
- Sonate pour piano no 3 en do majeur, op. 88
- 24 (nouvelles) études pour piano, op.90, publiée en 2 volumes[2].
- Improvisata über "Flutenreicher Ebro" von Schumann, op. 98 (1861)
- Ein grosses Albumblatt und ein kleines, op. 110 (1864)
- 32 Préludes (à Mademoiselle Lili), op. 119
- 7 Lieder (pour piano), op. 120
- Kinderszenen, op. 124
- Etüden für die Jugend, op. 125
- Freischütz-Studien für Klavier, op. 127 (1871)
- Drei Stanchen, op. 131
- Notenbuch für Klein und Groß, op. 138 (zwei Bände)
- Reise um mein Zimmer (Voyage autour de ma chambre - 5 pièces), op. 140 (1875)
- Var Uber (Warum) von Schumann, op. 142
- Sonate pour piano no 4 en si bémol mineur, op. 143
- 20 Préludes, op. 150
- Six Valses pour deux pianos, op. 152
- Mazurka en si majeur, op. 158
- Barcarolle Op.138

### Musique de chambre
- Dix pensées fugitives pour violon et piano, op. 30 (en collaboration avec H.W. Ernst)

### Orchestre
- Caprice symphonique en la majeur, op. 28

## Discographie
- Late Piano Works : Tarantellas, op. 85 ; 7 Lieder (pour piano), op. 120 ; Voyage autour de ma chambre, op. 140 ; Var Uber (Warum) von Schumann, op. 142 & Drei Stanchen, op. 131. Andreas Meyer-Hermann, piano. CPO (1998)
- 24 Préludes, op. 81 & 20 Préludes, op. 150. Jean Martin, piano. Marco Polo (2000)
- Nuits blanches, op. 82 & 32 Préludes (à Mademoiselle Lili), op. 119. Jean Martin, piano. Marco Polo (2000)
- Kinderszenene, op. 124 & Notenbuch für Klein und Groß, op. 138. Luigi Gerosa, piano. Dynamic (2016)